# Níctim
Níctim (en grec antic Νύκτιμος), va ser, segons la mitologia grega, un fill de Licàon, rei d'Arcàdia.
El seu pare era un rei molt pietós, sovint visitat pels déus. Però els seus fills volien saber si els estrangers que arribaven a la casa del seu pare eren realment déus, i per comprovar-ho van matar un nen i van barrejar la carn amb la preparada pel banquet. Els déus, horroritzats, van enviar una tempesta que va exterminar els culpables. Altres vegades es presenta Licàon com un tirà despietat i juntament amb els seus fills com una família d'impius. Un dia Zeus, volent-lo provar, es presentà a casa seua disfressat de pelegrí. Licàon el va acollir, però desitjós de saber si el seu hoste era realment un déu, li va servir per sopar un plat de carn humana, d'un nen o d'un ostatge que retenia a la seva cort, o d'un dels seus fills. Però el déu se n'adonà i, indignat, va tombar la taula, encès d'ira i va matar amb els seus llamps Licàon i tots els seus fills (incloent-hi Càucon). Níctim va ser, d'entre els cinquanta fills de Licàon que va matar Zeus, el que les pregàries de Gea van salvar de la seva venjança, segons explica Pseudo-Apol·lodor.
Una altra versió explica que el nen que va ser donat a menjar a Zeus era Níctim, i que el déu, aterrit, va matar el pare i els germans i va ressuscitar-lo.
Va succeir el seu pare en el tron d'Arcàdia i durant el seu regnat es va produir el diluvi de Deucalió. Encara que havia tingut una filla i un fill, el seu successor va ser Arcas, epònim d'Arcàdia.